# Dave Wilkins
Dave Wilkins (25 september 1914 - 1990) was een jazz-trompettist uit Barbados. 
In zijn vaderland speelde hij vanaf zijn twaalfde in een lokale band van het Leger des Heils. In 1934 was hij actief in Bert McLean's Jazz Hounds. In 1937 verhuisde hij naar Londen, waar hij tot 1941 werkte in de groep van Ken Snakehips Johnson. De groep hield op te bestaan door een luchtaanval, waarbij Johnson en enkele anderen om het leven kwamen. Wilkins kwam met de schrik vrij. Na zijn tijd bij Johnson speelde hij met musici als Johnny Claes (1941), Ambrose (1941-1942), Harry Parry (1942-1943), Maurice Winnick (1943-1944), Jiver Hutchinson (1944-1946) en Ted Heath (vanaf 1947-1949). Hij speelde in een van de bands van de beroemde bop-club Club Eleven en werkte daarna met onder meer Cab Kaye (1950) en Jack Nathan (1951). Later was hij actief met onder meer Joe Daniels, Denny Wright, Bruce Turner (1959-1960), Wally Fawkes en Sandy Brown (1960-1961). Hij stopte om gezondheidsredenen met spelen in de jaren zeventig.

## Discografie (selectie)
als sideman:
Leonard Feather:
- Leonard Feather 1937-1945 (met o.m. folksongs met Ye Olde English Swynge Band, met Wilkins), Chronological Classics, 1996

Fats Waller:
- Fats Waller in London (opnames 1938-1939), Disques Swing, 1991

Ted Heath:
- Listen to My Music, Volume 3: 1947-1948, Hep Records, 1999

## Referentie
- Biografie Dave Wilkins